# Bihać
Bihać (kyrilliska: Бихаћ) är en stad i kommunen Bihać i kantonen Una-Sana i nordvästra Bosnien och Hercegovina. Staden ligger vid floden Una, nära gränsen till Kroatien. Den är belägen cirka 105 kilometer väster om Banja Luka. Staden omges av skogbeklädda berg. Bihać hade 39 690 invånare vid folkräkningen år 2013.
Av invånarna i Bihać är 86,02 % bosniaker, 7,67 % kroater, 1,68 % bosnier, 1,07 % serber och 0,42 % romer (2013).
Bihać nämndes första gången i skrift omkring 1240-talet under namnet Bihagenis. Staden var hårt utsatt under krigen i Bosnien under 1990-talet.
Årliga välbesökta evenemang är bland annat musikfestivalen Bihacko ljeto i slutet av juli månad. Ett stort evenemang som är kopplat till den festivalen är Unska regata, en forsränningstävling som pågår i tre till fyra dagar. Den påbörjas i Martin Brod, cirka 40 kilometer från Bihać och passerar Bihać med slutpunkt i Bosanska Krupa. En annan musikfestival i staden är Una Riversplash som varje år gästas av internationella reggae/dubartister.